# Heatherton (Terre-Neuve-et-Labrador)
Pour les articles homonymes, voir Heatherton.
Heatherton est une communauté, située sur l'Île de Terre-Neuve, dans la province de Terre-Neuve-et-Labrador, au Canada.